# Domenico di Bartolo

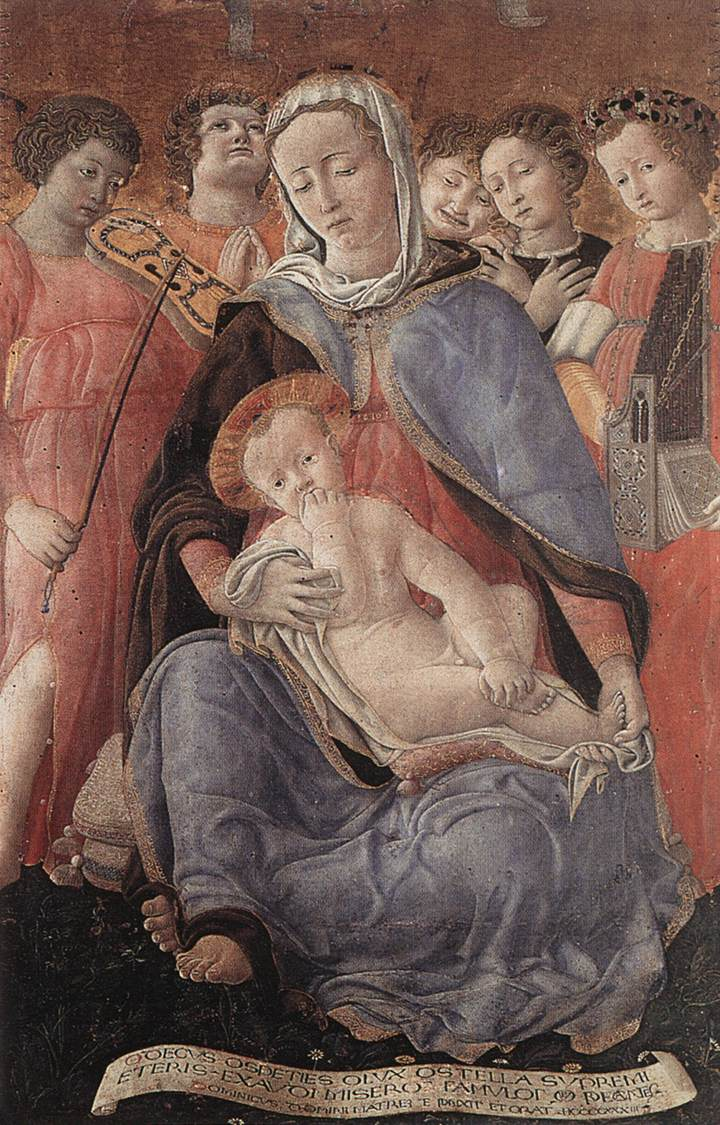
Madonna dell’Umiltà (1433), Pinacoteca Nazionale, Siena

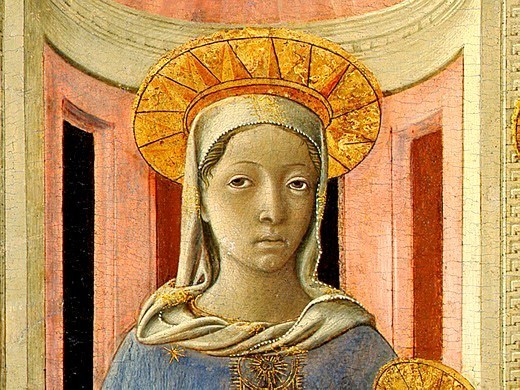
Detail aus Madonna e bambino sul trono coi Santi Pietro e Paolo (1430), National Gallery of Art, Washington

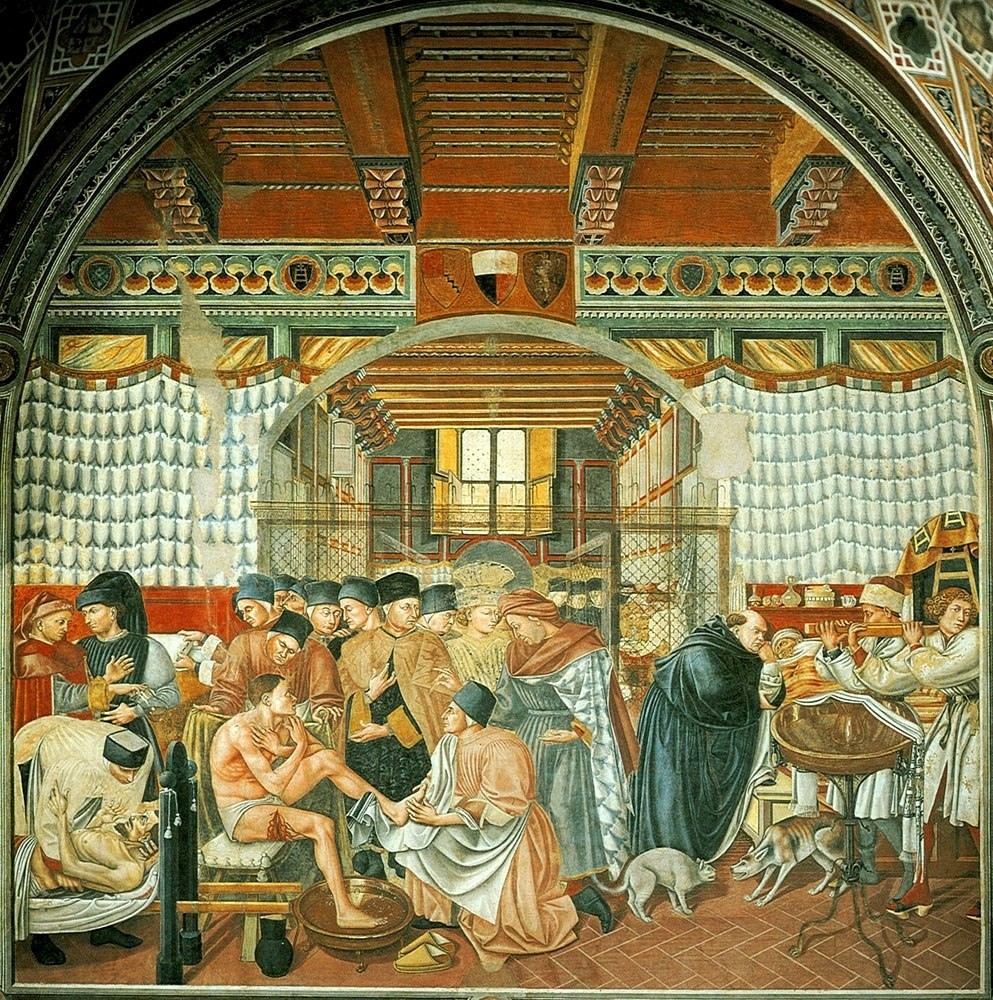
Cura e governo degli infermi, Santa Maria della Scala, Siena

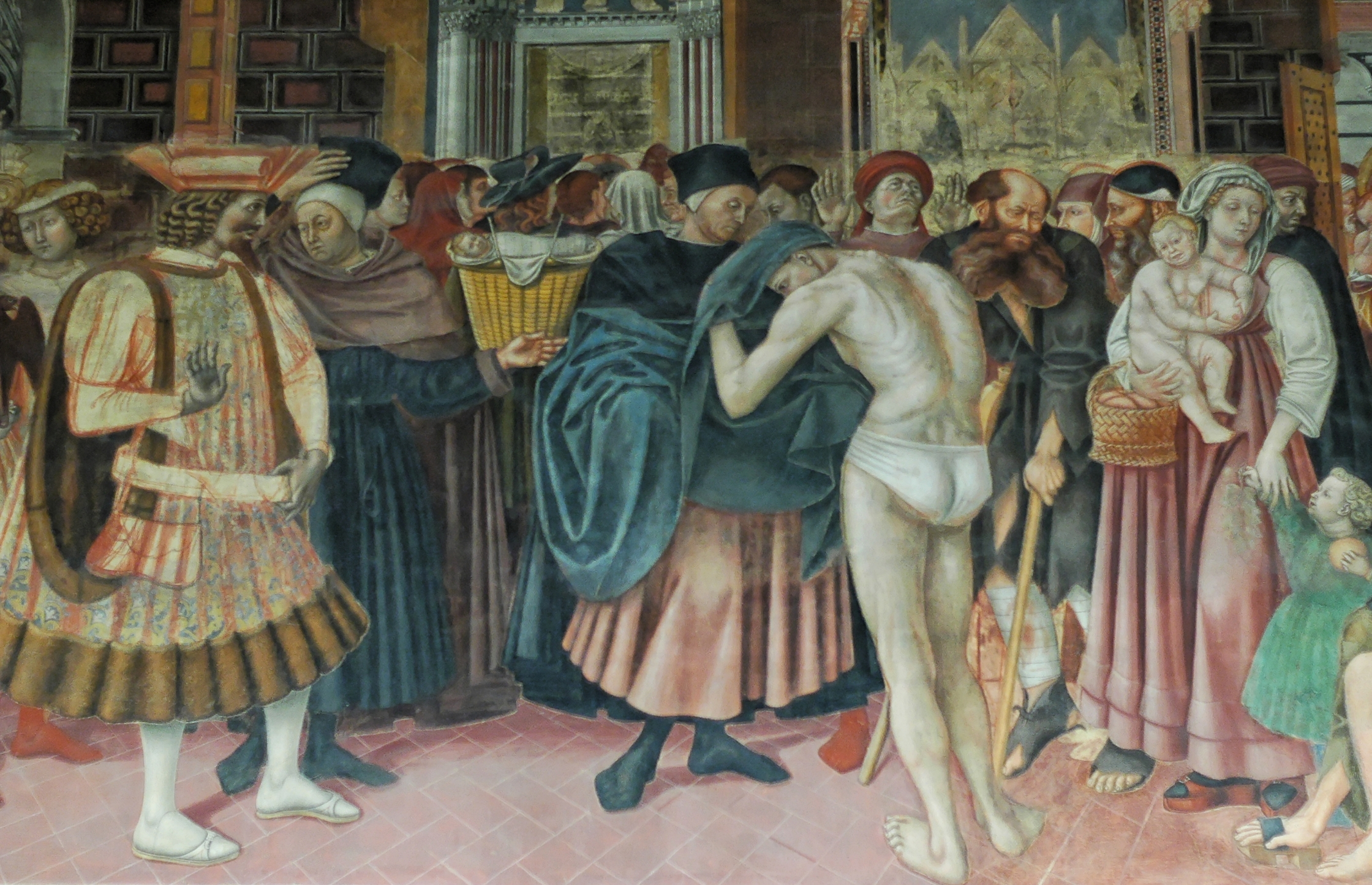
Distribuzione delle elemosine, Santa Maria della Scala, Siena

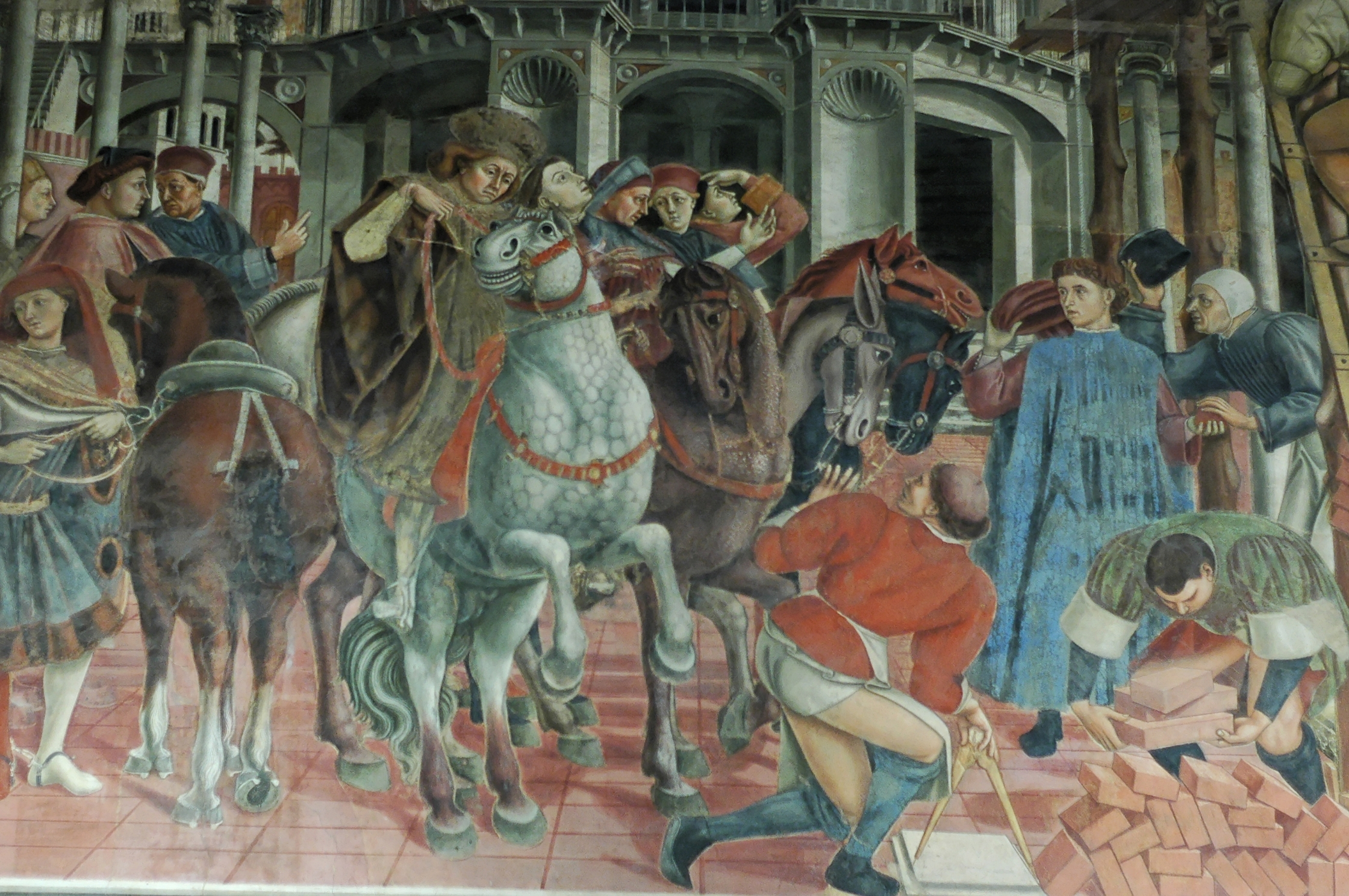
Elemosina del vescovo e accrescimento dell’ospedale, Santa Maria della Scala, Siena

Domenico di Bartolo (eigentlich Domenico Ghezzi, * um 1400 in Asciano; † um 1445 in Siena) war ein italienischer Maler der Schule von Siena.

## Leben
Domenico Ghezzi di Bartolo wurde in Asciano nahe Siena geboren und war laut Giorgio Vasaris Werk Le vite dei più eccellenti architetti, pittori et scultori italiani ein Neffe von Taddeo di Bartolo. Dieser war auch sein erster Lehrmeister. Später scheint er auch bei Vecchietta gelernt und ihm bei der Ausführung des Werkes La Cura del Malato im Pellegrinaio-Saal von Santa Maria della Scala in Siena geholfen zu haben. Erstmals aktiv als Maler scheint er 1420 im Dom von Siena gewesen zu sein, wahrscheinlich noch als Lehrling, da er als selbständiger Künstler in Siena erstmals 1428 in der Malerzunft gelistet wurde. Er erstellte im Dezember 1434 den Entwurf des Fußboden-Sgraffitos im ersten Querschiff des Doms von Siena, der den thronenden Kaiser Sigismund darstellt. Im März 1435 malte er in der Sakristei des Domes auf Initiative von Jacopo della Quercia die Fresken Storie dei quattro prottetti di Siena, die allerdings unvollendet blieben. Sein Nachname Ghezzi wird erstmals 1437 in einem von ihm unterschriebenen Vertrag in Siena erwähnt. Um 1438 arbeitete er in Perugia, wo er Domenico Veneziano kennenlernte. Spätestens ab März 1439 war er wieder in Siena, wo er abermals in der Sakristei des Domes wirkte und diesmal sein Werk vollendete (Storia di San Savino, fertiggestellt im September 1439).
1440 heiratete er Antonia di Pace Pannilini. Im selben Jahr begann er, beauftragt vom Rektor Giovanni Buzzichelli, seine Arbeiten im Pellegrinaio-Saal von Santa Maria della Scala in Siena, wo er für den Hauptteil der Fresken verantwortlich war. Dort entstanden seine Hauptwerke, bei deren Ausführung ihm teilweise Priamo della Quercia half. Um 1444/45 begann er im Palazzo Pubblico im Sala della Cancelleria di Biccherna in Siena mit der Neugestaltung des Werkes Incoronazione della Madonna, welches 1352 von Lippo Vanni gemalt wurde. Dieses wurde, wahrscheinlich aufgrund seines Todes, nicht von ihm, sondern von Sano di Pietro fertiggestellt.

## Werke
- Perugia, Convento di Santa Giuliana: Madonna e il Bambino fra i santissimi Benedetto, Giovanni Battista, Giuliana e Bernardo (1438 entstanden), auch als Polittico di Santa Giuliana bezeichnet, heute in der Galleria nazionale dell’Umbria aufbewahrt.
- Philadelphia, Philadelphia Museum of Art: Vergine e bambino (1437 entstanden)
- Siena, Dom: Sigismondo in trono tra i suoi consiglieri (Sgraffito, 1434 entstanden)
- Siena, Pinacoteca Nazionale:
  - La Madonna della Misericordia (Zwei Teilstücke des Freskos, der Hauptteil befindet sich noch in Santa Maria della Scala)
  - Madonna dell’Umiltà (Saal 9, 1433 entstanden)
  - San Matteo e San Galgano (Saal 10)
- Siena, Santa Maria della Scala, Pellegrinaio-Saal: (Fresken, 1440 bis 1444 entstanden)
  - Accoglimento e nozze dei trovatelli
  - Cura e governo degli Infermi
  - Distribuzione delle elemosine
  - Elemosina del vescovo e accrescimento dell’ospedale, auch La limosina del vescovo oder Ampliamento dell’Ospedale della Scala genannt
  - Il banchetto dei poveri
  - Papa Celestino III concede privilegi di autonomia all’ospedale
- Washington, D.C., National Gallery of Art: Madonna e bambino sul trono coi Santi Pietro e Paolo (1430 entstanden)